# Tadeusz Trojanowski (kompozytor)
Tadeusz Trojanowski (ur. 10 sierpnia 1958 w Ciechanowie) – kompozytor, pianista, pedagog, poeta, animator kultury na Podlasiu i Mazowszu.

## Życiorys
Edukację muzyczną rozpoczął w rodzinnym mieście (akordeon), kontynuował w Płocku (akordeon, fortepian) i Łodzi (fortepian). Pierwsze kompozycje (utwory na fortepian i pieśni) powstały w latach 1977–1978. Lekcji kompozycji i kontrapunktu udzielał mu wówczas dyrektor PSM I i II stopnia w Płocku – Marcin Kamiński. Studia muzyczne ukończył w AMiFC w Warszawie w klasie fortepianu (Jan Kadłubiski, 1984) i kompozycji (Marian Borkowski, 1996).
Jest autorem około ponad 400 utworów od dzieł oratoryjnych przez instrumentalne do drobnych form instrumentalnych i pieśni.

## Nagrody i odznaczenia
- III nagroda na Konkursie Kompozytorskim AMFC w Warszawie – 1988
- I nagroda na Uroczystą Fanfarę Miejską Miasta Białystok (1996)
- I nagroda w kategorii nagrań muzycznych za utwór Modlitwa Jubileuszowa na XV Międzynarodowym Festiwalu Filmów i Multimediów Niepokalanów – 2001
- Nagroda Specjalna za ścieżkę dźwiękową filmu Katyń 1940 – 2010 na XXX Międzynarodowym Festiwalu Filmów i Multimediów Niepokalanów (2011)
- Nagroda Rady Miasta Białegostoku Kulturalny Gryf – wyróżnienie w kategorii Wydarzenie za kompozycję Oratorium Dziedzictwo na 1050 lat Chrztu Polski (2017)
- Medal Zasłużony Kulturze Gloria Artis (2008)[3]
- Medal Komisji Edukacji Narodowej z okazji 35 – lecia pracy pedagogicznej (2013)
- Nagroda Ministra Kultury i Dziedzictwa Narodowego z okazji 35 – lecia pracy kompozytorskiej (2013)
- Odznaka Honorowa województwa Podlaskiego za wybitne osiągnięcia w dziedzinie krzewienia polskiej kultury muzycznej – 2018

## Twórczość/Dzieła/Publikacje
Wśród dzieł znajdują się kompozycje wokalno-instrumentalne i wokalne (Modlitwa Jubileuszowa, Oratorium Stworzeni do miłości, Magnificat, Stabat Mater, Ave Maria, Misericordiam Dei, Oratorium Zapiski więzienne do tekstów Stefana Kardynała Wyszyńskiego, In Honorem Beatae Mariae Virginis Immaculatae, Requiem – rozważania o życiu i śmierci, Te Deum, Missa Brevis; symfoniczne i orkiestrowe (Out, Non stop, Transformation, Pieśni; Pieśni na fortepian i orkiestrę, Koncert na fortepian i orkiestrę, Concertino na fortepian i orkiestrę, Sielanki na fortepian i orkiestrę, Pro Memoria na fortepian i orkiestrę, Witraże na fortepian i orkiestrę), instrumentalne i kameralne (Treatment, Kosmos, Studium AIDS, Metamorfozy na fortepian, Impresje na flet i fortepian, Free Oscillation na trio stroikowe, Suita, Orientalne inspiracje na wiolonczelę i fortepian, Responsorium, Medytacja na organy, Wędrówki po skalach na gitarę), pieśni na głos z towarzyszeniem fortepianu oraz ponad 20 kolęd do tekstów własnych.
Od roku 2008 zajmuje się wyłącznie pracą kompozytorską oraz społeczną. W bogatej twórczości po roku 2008 znalazły się głównie kompozycje na fortepian i orkiestrę czerpiące z bogatej twórczości ludowej (Pieśni – 2011, Sielanki – 2012, Wariacje kolbergowskie – 2014 – dla uczczenia dwusetnej rocznicy śmierci Oskara Kolberga), które miały swoje prawykonania na organizowanym i zainicjowanym przez kompozytora Letnim Festiwalu Chopin nad Nettą, kompozycje chóralne (Anielski Śpiew, Alleluja – 2008), solowe na głos i fortepian (organy): Tren słoneczny – 2009, Sielanki – 2011, Tryptyk Oto są skarby kościoła – 2017, instrumentalne (Melodie, Kołysanka na klarnet, fagot i fortepian – 2011, Play-Replay na saksofon i fortepian, Reprint na akordeon – 2013, utwory taneczne dla Harcerskiego Zespołu Pieśni i Tańca Dzieci Płocka (2014–2018), drobne utwory instrumentalne na fortepian i składy kameralne przedstawiające obraz muzyki współczesnej początku XXI w. oraz 100 Mazurków dla Niepodległej (2017-2018).
Do „pełnometrażowych” dzieł, których prawykonania miały miejsce należą: Concertino na fortepian i orkiestrę smyczkową (2013 – prawykonanie podczas Koncertu Live w Polskim Radiu Białystok przez Michała Drewnowskiego – fortepian, Radiową Filharmonię New Art. pod dyr. Przemysława Zycha) oraz Oratorium Jubileuszowe Dziedzictwo na chór dziecięcy, chór mieszany, sopran, bas, głos recytujący oraz orkiestrę (2016). W prawykonaniu Oratorium (pod dyr. Wioletty Miłkowskiej) w Operze i Filharmonii Podlaskiej w Białymstoku wzięło udział 14 chórów, soliści oraz Orkiestra Opery i Filharmonii Podlaskiej (w sumie ponad 500 wykonawców). Koncert odbył się w ramach białostockich obchodów 1050-lecia Chrztu Polski.
W 2017 rozpoczął prace nad skomponowaniem 100 Mazurków dla Niepodległej. W październiku 2018 skończył pracę nad utworami o różnorodnej stylistyce od mazurków w stylu chopinowskim przez kompozycje utrzymane w stylistce polskiej muzyki początku XX wieku po fakturę współczesną. Nadał im różnorodne formy od prostych jednoczęściowych, przez tradycyjną formę ABA do fantazji na tematy tańców polskich wykorzystując własne motywy utrzymane w stylu muzyki ludowej. Ostatni mazurek oparty jest na motywach Mazurka Dąbrowskiego. W wielu usłyszeć można kujawiaki, mazury i oberki. Ponad 50 z nich miało swoje prawykonania podczas koncertów 40-lecia pracy kompozytorskiej: 13.05.2018 (Płock), 16.09.2018 (Ciechanów), 16.11.2018 (Białystok) oraz podczas Muzycznego Maratonu dla Niepodległej – 09.11.2018 (Białystok)
Nakładem Wydawnictwa Pro Art ukazała się pierwsza część Mazurków (50 utworów).

### Działalność organizatorska i społeczna
Organizacja wraz z małżonką Lidią cyklicznych inicjatyw muzycznych na Podlasiu: Koncerty Pamięci od roku 2000, Koncerty przed Hejnałem od 2001 (Nagroda Rady Miasta Białegostoku – Kulturalny Gryf w kategorii Wydarzenie za 2016), Muzyczne Spotkania z naturą – Franciszkiada – granie na byle czym od 2001, Podlaski Festiwal Wielkanocny od 2003, Letni Festiwal Chopin nad Nettą 2009-2016.
Współpraca ze środowiskiem penitencjarnym w Białymstoku; pomysłodawca istniejącego od 2005 w Areszcie Śledczym w Białymstoku zespołu teatralny na oddziale kobiecym i męskim, konkurs poetycki wraz z wydanym tomem wierszy: Dom pod 40 kominami, publiczne występy osadzonych kobiet i mężczyzn z Aresztu Śledczego w Białymstoku – w Teatrze Dramatycznym im. Aleksandra Węgierki w Białymstoku (2008–2011)
współpraca z placówkami pozaszkolnej edukacji artystycznej dzieci, młodzieży i dorosłych (Chór Akademii Medycznej w Białymstoku, Katedralny Chór Carmen, Chór Pieśni Dawnej im. S. Moniuszki, Chór ZSOiR w Mońkach, Zespół Kameralny Miraż, chóry białostockich parafii) Wojewódzki Ośrodek Animacji Kultury w Białymstoku, Augustowskie Placówki Kultury oraz domy kultury na Podlasiu.
Wolontariat artystyczny: nieodpłatne uczestnictwo jako pianista, akompaniator i kompozytor w organizowanych przez Stowarzyszenie Miłośników Muzyki Musica Sacra w Białymstoku inicjatywach takich, jak: Koncert Trzech Kompozytorów, Spotkania przy lampie, Koncerty na łące, Konfrontacje ze sztuką, Koncert Pamięć i Tożsamość, koncerty Totus Tuus, Letnie przystanki muzyczno-poetyckie Jewish Song, Dzień Żołnierza Wyklętego, Chopin z widokiem na Supraśl oraz w licznych koncertach edukacyjnych dla dzieci, młodzieży i dorosłych w szpitalach, szkołach, warsztatach terapii zajęciowej. ośrodkach szkolno-wychowawczych oraz na rzecz środowisk lokalnych na Podlasiu i Mazowszu.
organizacja koncertów dla młodych wykonawców poezji śpiewanej, koncertów z udziałem dzieci i młodzieży, licznych nagrań telewizyjnych promujących uzdolnione muzycznie dzieci i młodzież z Podlasia i Mazowsza (do obejrzenia na kanale YouTube lidiat1963).
Uczestnictwo w pracach Jury międzynarodowych i ogólnopolskich festiwali: Międzynarodowego Festiwalu Chrześcijańskiej Muzyki Mahutny Boża w Mohylewie, Ogólnopolskich Konkursów Recytatorskich szczebla wojewódzkiego (1998-2000), Spotkań z Poezją Śpiewaną Jesienne Nastroje (1997-2000), Bliskich Spotkań z Poezją Śpiewaną Kuźnia (1998 -2006), Międzynarodowego Festiwalu Piosenki Super Mikrofon Radia Jard (2005-2018), przewodniczący Jury Festiwalu Muzyki Sakralnej Łapskie Te Deum w Łapach (w latach 1998–2002)
członek Kapituły przyznającej Doroczne Nagrody Prezydenta Miasta Białegostoku (2009–2013)

### Publikacje poetyckie i prozatorskie
- Czas muzyczny i jego funkcje – kwartalnik naukowy Heksis, 1996
- Został tylko Anioł Stróż, Dom Kultury w Łapach, 1998
- Początek drogi[4], Polimuza, 1999
- Z księgą nadziei..., WBP im. Ł. Górnickiego, 1999
- Miłość jak ziarno odwagi, Książnica Podlaska, 2000
- Słowo, kwartalnik Klubu Inteligencji Katolickiej w Białymstoku, 2000-2006
- Najprościej, kwartalnik Nauczycielskiego Klubu Literackiego, 2000-2004
- Czas Miłosierdzia, W służbie Miłosierdziu, Drogi Miłosierdzia miesięcznik Archidiecezji Białostockiej, 1998-2013
- Twórczość Jana Pawła II i Stefana Kardynała Wyszyńskiego źródłem fascynacji kompozytorów XX w. na Międzynarodowym Sympozjum naukowo-praktycznym muzyki kościelnej w Krzemieńcu, 2008
- Tato, napisz i wiersz![5], Wydawnictwo BUK, 2009
- Apostoł Trzeźwości, Płocki Instytut Wydawniczy, 2009
- Powołany, Wydawnictwo TMR, 2012
- Sonaty niepatetyczne w Idziemy, Wydawnictwo Diecezji Warszawsko-Praskiej, kwiecień 2012
- Silni wiarą w Trzeźwymi bądźcie, Wydawca OAT Warszawskiej Prowincji Braci Mniejszych Kapucynów, 4/2012 i 09/2012
- Wspomnienia Sybiraków z Moniek, Wydawca Pro Art, 2013 – posłowie
- Moniuszko w Wilnie, Wydawnictwo Polskie w Wilnie, 2014 – posłowie
- Spotkania z mistrzem – Marian Borkowski w oczach uczniów i przyjaciół, Musica Sacra Edition, 2014

### Nagrania radiowe, fonograficzne i telewizyjne
- Radio Watykańskie[6], Radio Białystok, Program 1 TVP, TVP 3 Białystok, TV MEDIA, Telewizja Podlaska, Telewizja Trwam

Publikacje CD
- Treatment (VMM 1994), Makiko Hirashima – fortepian, wydane przez Vienna Modern Masters, 1994
- Treatment (VMM 1994), Makiko Hirashima – fortepian, w Panorama Nowej Muzyki Polskiej – II, wydane przez Acte Preable, 2001
- Suita na wiolonczelę i fortepian (Pro Art 003), Małgorzata Jóźków – wiolonczela, Cezary Sanecki – fortepian, wydana przez Pro Art., 2004
- Kolędy Polskie cz I (Pro Art 001; 2003), Patrycja Gabrel – mezzosopran, Trio Con Fervore
- Kolędy Polskie cz II (Pro Art 002; 2004), Patrycja Gabrel – mezzosopran, Trio Con Fervore
- Kolędy (Pro Art. 004, 005, 006, 011, 012; 2005 – 2009, 2014), Patrycja Gabrel – mezzosopran, Małgorzata Trojanowska – sopran, Tadeusz Trojanowski – fortepian, Małgorzata Jóźków -wiolonczela, Agnieszka Respondek – flet, Cezary Sanecki – fortepian
- Wesołych świąt (Pro Art 003; 2010), Studio Piosenki Fart, Weronika Trojanowska – śpiew, Chór Melodyjka z SP 34 w Białymstoku, Chór Cantica Cantamus, Patrycja Gabrel – sopran, Małgorzata Jóźków – wiolonczela, Cezary Sanecki – fortepian
- Pieśni (Pro Art 016; 2011), Radiowa Filharmonia New Art, Michał Drewnowski – fortepian, Leszek Kołodziejski – akordeon

Modry zagon lnu (Pro Art 017; 2011), Marta Ławińska – teksty, śpiew, Tadeusz Trojanowski – instrumenty elektroniczne
- Ojczyźniany wieczór (Pro Art 018; 2011), Tadeusz Trojanowski – instrumenty elektroniczne, Marta Ławińska – teksty, Wojciech Grzechowiak – teksty
- Pleje (Pro Art 019; 2011), Tadeusz Trojanowski – instrumenty elektroniczne
- Muzail (Pro Art 020; 2012), Tadeusz Trojanowski – instrumenty elektroniczne
- U stóp krzyża (Pro Art 021; 2012), Chór Politechniki Warszawskiej, Filharmonia Kameralna w Łomży, Chór Cantica Cantamus, Urszula Bardłowska – sopran, Radiowa Filharmonia New Art, Orkiestra Filharmonii Podlaskiej, Tadeusz Trojanowski – instrumenty elektroniczne
- Oddech Ziemi (Pro Art 022, 2013), Tadeusz Trojanowski – instrumenty elektroniczne
- W przestrzeni muzyki (Pro Art 023, 2013), Radiowa Filharmonia New Art., Michał Drewnowski – fortepian, Leszek Kołodziejski – akordeon, Makiko Hirashima – fortepian, Tadeusz Trojanowski – fortepian, Małgorzata Jóźków – wiolonczela, Cezary Sanecki – fortepian, Chór Cantica Cantamus – Violetta Bielecka – dyrygent, Sylwester Trojanowski – organy
- Oratorium Dziedzictwo (Pro Art CD 027, 2016) na chór dziecięcy, mieszany, sopran, bas, recytatora i orkiestrę, Orkiestra Opery i Filharmonii Podlaskiej, Chór Politechniki Białostockiej, Chór Komendy Wojewódzkiej Policji w Białymstoku oraz 14 chórów projektu Rozśpiewany Białystok, Małgorzata Trojanowska – sopran, Przemysław Kummer – bas, Maciej Nerkowski – recytator
- Oratorium Zapiski więzienne do tekstów Stefana Kardynała Wyszyńskiego (Pro Art CD 028, 2016), Anna Jeremus-Lewandowska – sopran, Bogna Dulińska – fortepian, Tadeusz Trojanowski – fortepian, Michał Drewnowski – fortepian, Leszek Kołodziejski – akordeon, Wojciech Grzechowiak – recytacje, Radiowa Filharmonia New Art.
- Myśli o języku, nauce i wartościach seria druga, wydawnictwo Semper (2016) – Mazurek z dedykacją prof. Jackowi Juliuszowi Jadackiemu, Tadeusz Trojanowski – fortepian

### Publikacje wydawnicze
- Free Oscilation na trio stroikowe, wydawnictwo Agencji Autorskiej, 1988
- Stabat Mater na chór i orkiestrę smyczkową, wydawnictwo Hejnał, 1998
- Etiuda polirytmiczna na fortepian, wydawnictwo Hejnał, 1999
- Dwa scherza na fortepian, wydawnictwo Hejnał, 1999
- Nieskończoność na fortepian, wydawnictwo Hejnał, 1999
- Utwory wybrane na fortepian, wydawnictwo Pro Art, 2013
- Biebrzańskie żywoty – autor muzyki – wydawca: Biebrzański Park Narodowy, 2013
- Kolędy na fortepian, wydawnictwo Pro Art, 2015
- Myśli o języku, nauce i wartościach seria druga, wydawnictwo Semper (2016) – Mazurek z dedykacją prof. Jackowi Juliuszowi Jadackiemu
- Mazurki z cyklu 100 Mazurków dla Niepodległej, cz. I, wydawnictwo Pro Art, 2018

### Programy radiowe i telewizyjne o twórczości
- Twórca bez statutu Polskie Radio i Telewizja Białystok, 1984
- Lekcja improwizacji Polskie Radio i Telewizja Białystok, 1985
- Młodzi muzycy – nastroje i przestrogi Polskie Radio i Telewizja Białystok, 1985
- Stabat Mater – TVP1, 1992, 1998
- Ogrody niestrzeżone TVP3 Białystok, 1999
- Kto jest kim na Podlasiu TVP3, 2004
- W świecie dzwonków i muzyki TV Podlasie, 2006
- Programy kolędowe TVP3 Białystok, 2003, 2004, 2005, 2006, 2007
- Katyń 1940 – 2010 – TVP3 Białystok
- Kolędujmy wszyscy wraz TVP3 Białystok, 2011
- Śladami Wielkanocy TVP3 Białystok, 2012
- Śladami Chopina TVP3 Białystok, 2012